# Östersjöregionen

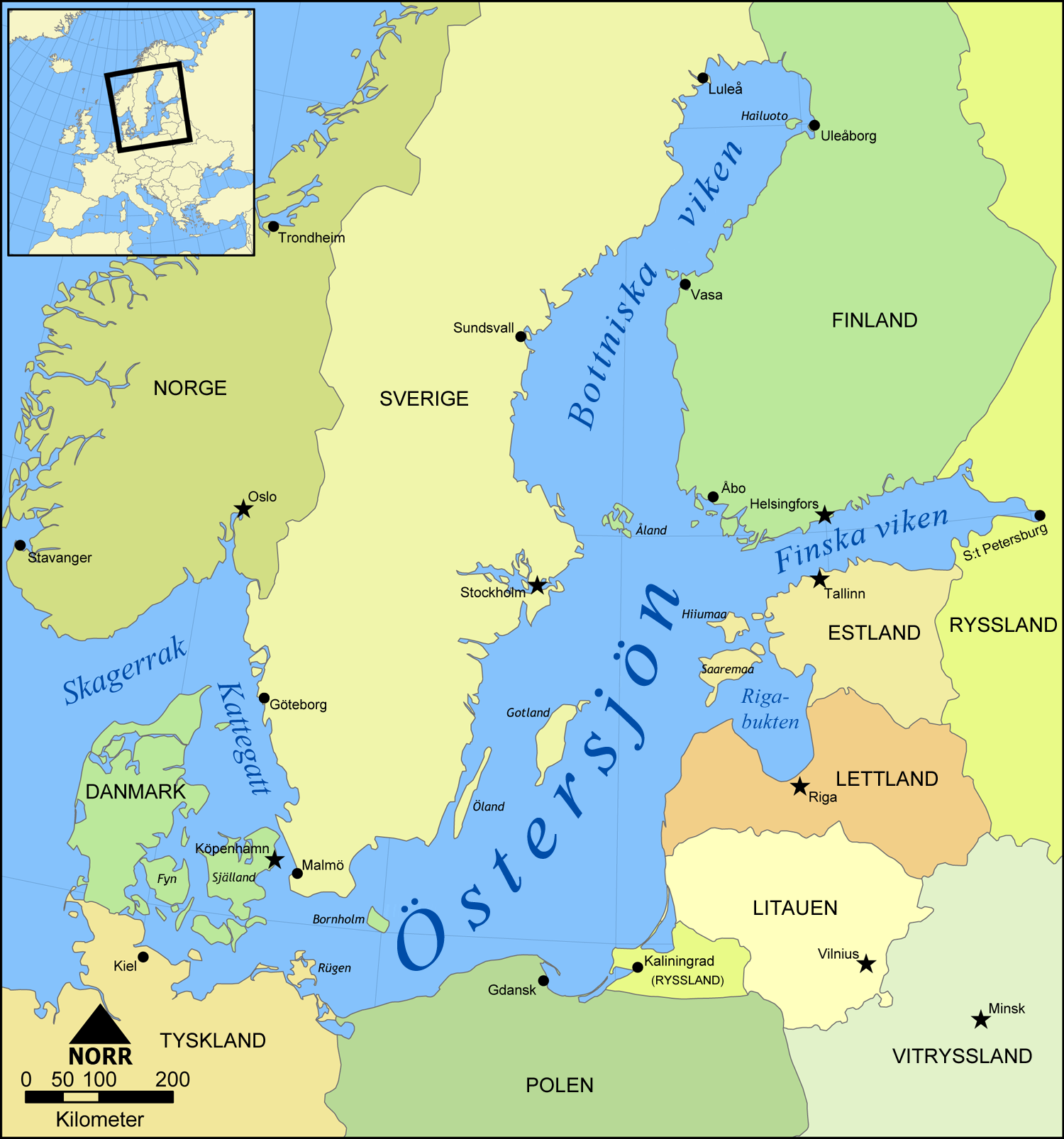
Östersjöregionen

Östersjöregionen eller Östersjöområdet är området kring Östersjön. Området definieras på olika sätt i olika sammanhang, men det ingår alltid delar av de angränsande länderna Danmark, Sverige, Finland, Ryssland, de tre baltiska länderna, Polen och Tyskland.